# Назаренко Ігор Петрович
Назаренко Ігор Петрович (24 січня 1964) — доктор технічних наук, професор, декан енергетичного факультету, завідувач кафедри «Електротехнології і теплові процеси» Таврійського державного агротехнологічного університету.

## Біографія
Ігор Петрович народився 24 січня 1964 року в с.м.т. Якимівка Запорізької області.
У 1981 році закінчив Якимівську середню школу.
З 1981 по 1986 р. — студент МІМСГ, за фахом електрифікація сільського господарства.
Свою трудову діяльність розпочав з посади інженера-електрика в колгоспі ім. Чапаєва Якимівського району. Далі інженер-електрик Якимівського УЗС (управління зрошувальних систем). А у 1987 року І. П. Назаренко стає молодшим науковим співробітником НДС МІМСГу.
У вересні 1988 року його переводять на посаду асистента кафедри Електротехнології.
З вересня 1990 по вересень 1993 рр. навчався в аспірантурі.
З вересня 1993 року асистент кафедри Електротехнології.
На початку 1994 року захищає кандидатську дисертацію «Очистка рідких сільськогосподарських продуктів напірною флотацією з електроакустичною інтенсифікацією газовиділення».
З 1995 році отримує посаду доцент кафедри Електротехнології.
З лютого 2006 р. Ігор Петрович завідувач кафедри Енергетики.
З 2007—2010 рр. докторант Національного Аграрного Університету.
З 2010 року — доцент кафедри Гідравліки і теплотехніки, а з 2014 року — завідувач кафедри Енергетики сільського господарства.
У 2015 році захистив докторську дисертацію «Електротехнологічний комплекс очищення та сепарації слабопровідних суспензій в електричному полі» зі спеціальності «Електротехнічні комплекси та системи» у Національному університеті біоресурсів і природокористування України.
У серпні 2015 року призначений на посаду декана енергетичного факультету.
У 2016 році рішенням атестаційної колегії Міністерства освіти України присвоєно звання професора.
З 2017 року — завідувач кафедри Електротехнології і теплові процеси.

## Нагороди
У 2017 році д.т.н., професор І. П. Назаренко був нагороджений медаллю «За впровадження інновацій в освіті».